# Sex on the Beach
Sex on the Beach (seks na plaži) je koktajl na osnovi vodke. Sestavljajo ga: vodka, breskvino žganje, pomarančni sok in grenadine sirup.